# Mecothrix adelpha
Mecothrix adelpha is een vlinder uit de familie van de visstaartjes (Nolidae). Deze soort is voor het eerst wetenschappelijk beschreven als Celama adelpha door David Stephen Fletcher in een publicatie uit 1958.
De soort komt voor in Kameroen, Ethiopië, Oeganda, Kenia, Tanzania en Malawi.